# Torre de' Berteri
Torre de' Berteri è una frazione del comune cremonese di Pieve San Giacomo posta a sud del centro abitato.

## Storia
La località era un piccolo villaggio agricolo di antica origine del Contado di Cremona con 196 abitanti a metà Settecento.
In età napoleonica, dal 1810 al 1816, Torre Berteri fu già frazione di Pieve San Giacomo, recuperando però l'autonomia con la costituzione del Regno Lombardo-Veneto.
I governanti tedeschi si resero però presto conto della razionalità dell'operato napoleonico, e nel 1823 annessero definitivamente il comune di Torre de' Berteri al comune di Pieve San Giacomo.